# Dartmoor

Topografická mapa národního parku Dartmoor.

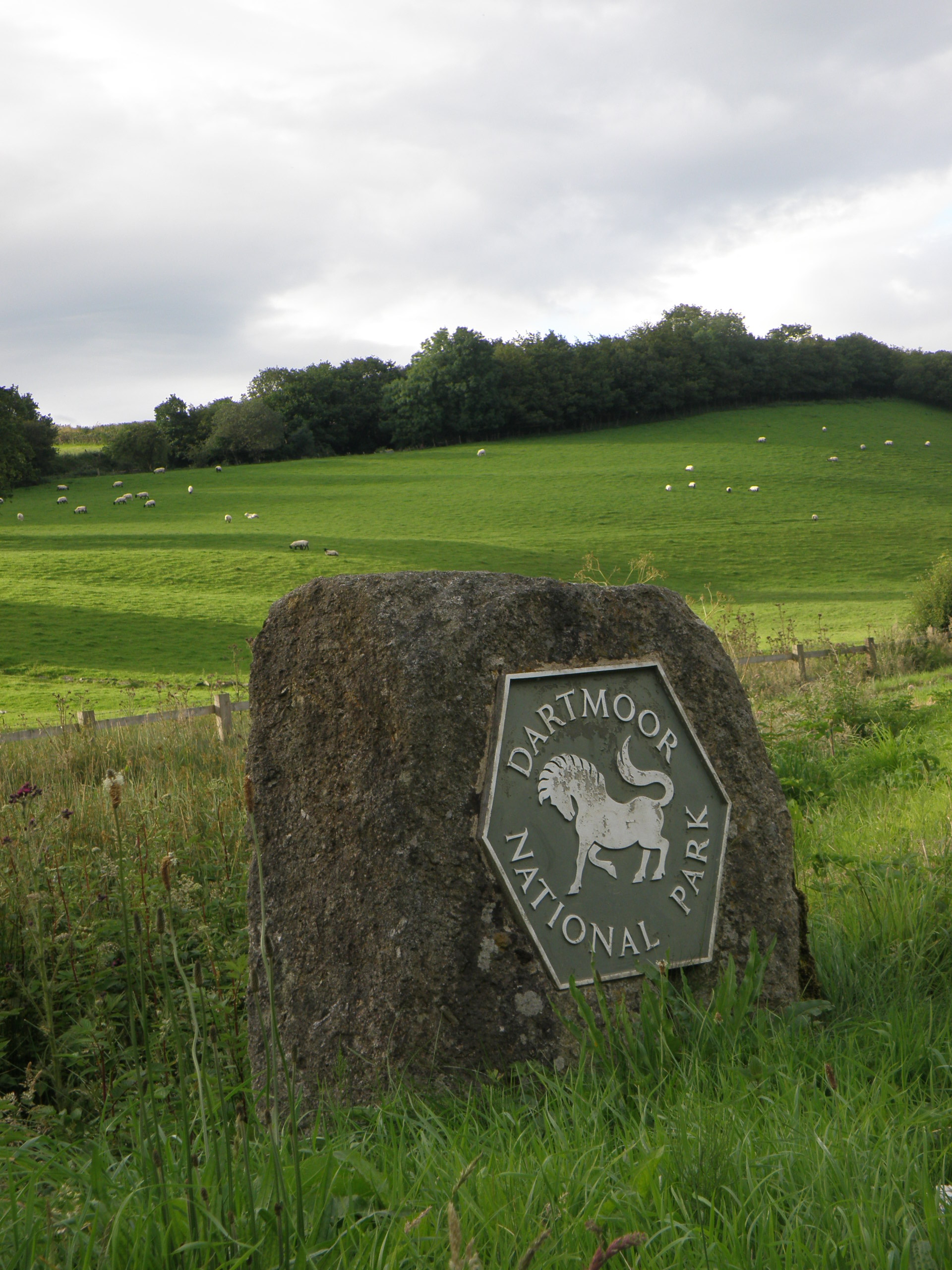
Patník označující hranici národního parku Dartmoor.

Dartmoor je oblast mokřin v srdci Devonu v Anglii. Je chráněná statusem národního parku od roku 1951 a pokrývá 953 km².

## Geografie
Z hlediska geologické historie, vznikla tato žulová náhorní rovina již v době před cca 299 – 359,2 miliony let. Mokřiny jsou pokryty mnoha odhalenými žulovými vrcholky kopců (tory), které poskytují domov divoké zvěři žijící v Dartmooru. V zemi původu jsou takové kopce nazývány tor (slovo původem z Keltského jazyka a jedno z mála, které byly přejaty do dnešní doby). Mnoho vrcholů v oblasti Dartmooru nese slovo tor přímo ve svém názvu. Nejvyšším bodem je High Willhays, 621 m n. m.
Dartmoor je také spádovou oblastí mnoha řek v Devonu. Ty byly využívány jako zdroj energie místnímu průmyslu například dobývání cínu ve slatích. Sám Dartmoor je pojmenován podle řeky Dart, která jím v podobě dvou toků – východního a západního Dartu – protéká. Soutok toků se nachází v Dartmeetu (malá usedlost ve vřesovištích), Dartmoor opouští přes město Buckfastleigh a vlévá se do moře u města Dartmouth.
Vlivem většího úhrnu srážek než v okolní krajině se v Dartmooru hromadí voda a dává vznik bažinám s velkými zásobami rašeliny, která vodu udržuje a kraj tak jen zřídka vysychá. Slatě jsou často pokryty jasně zelenými polštáři mechů, které doslova plují v bažinách a mohou být velice nebezpečné, neboť se při chůzi po nich dá propadnout přímo do bažiny.
Klima v oblasti je obecně vlhčí a mírnější oproti okolní krajině. Nejnižší zimní teploty se pohybují kolem 1 °C. Nejvyšší letní teploty naopak nejdou nad 20 °C. Nejvíce srážek se objevuje v měsících listopadu a prosinci, maxima přesahují až 2 000 mm srážek ročně. Spolu s oteplováním v Dartmooru v posledních letech se kraj potýká i s mnohem častějšími povodněmi.

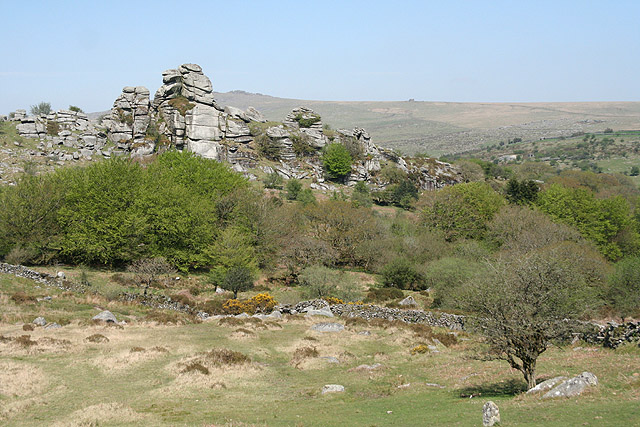
Vixen Tor
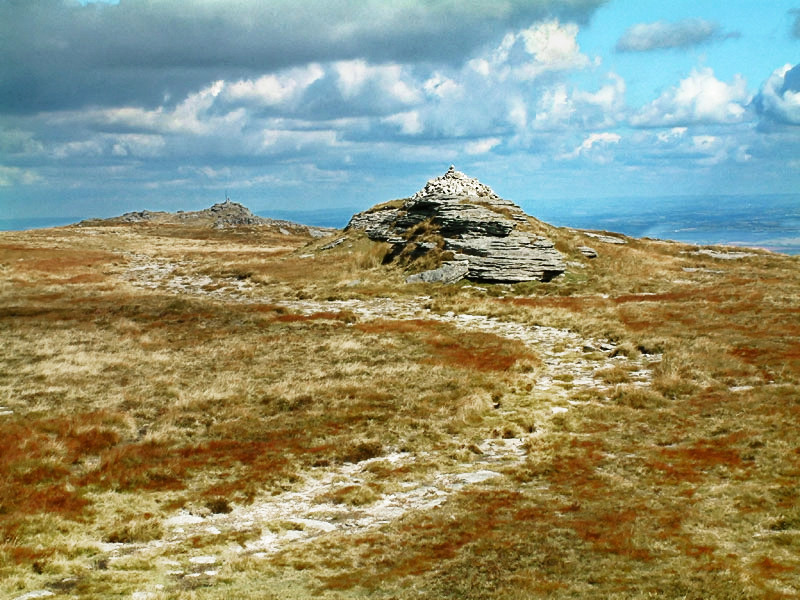
High Willhays
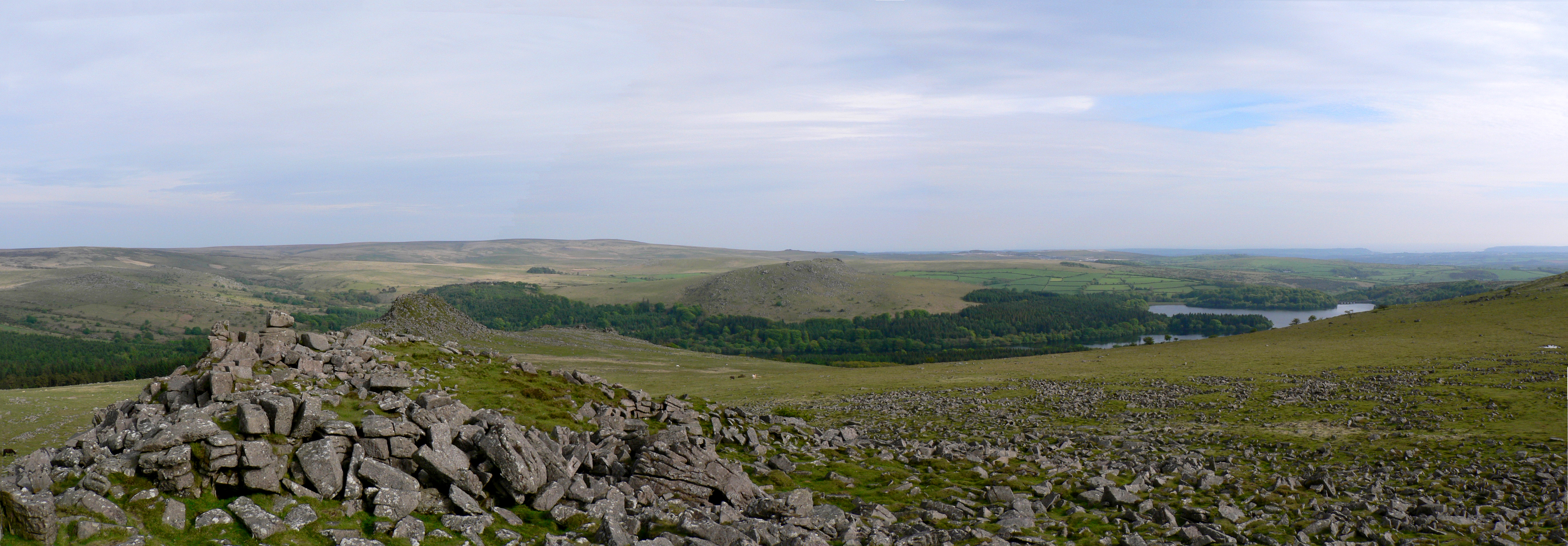
Krajinné panorama, pohled k městu Plymouth
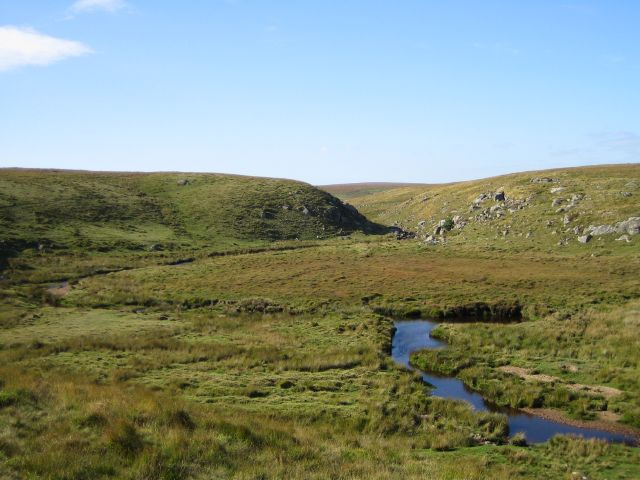
Pohled na východní Dart
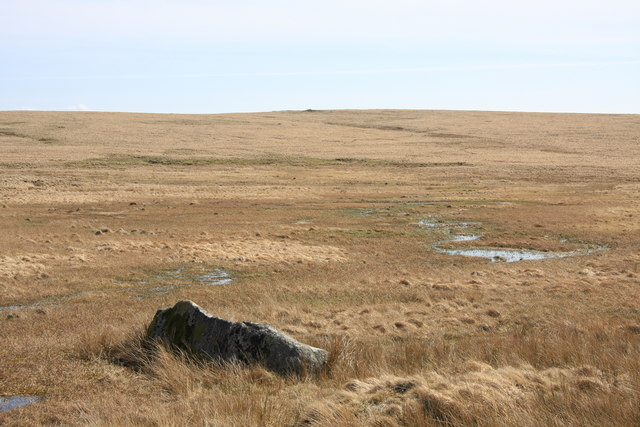
Pohled na blata
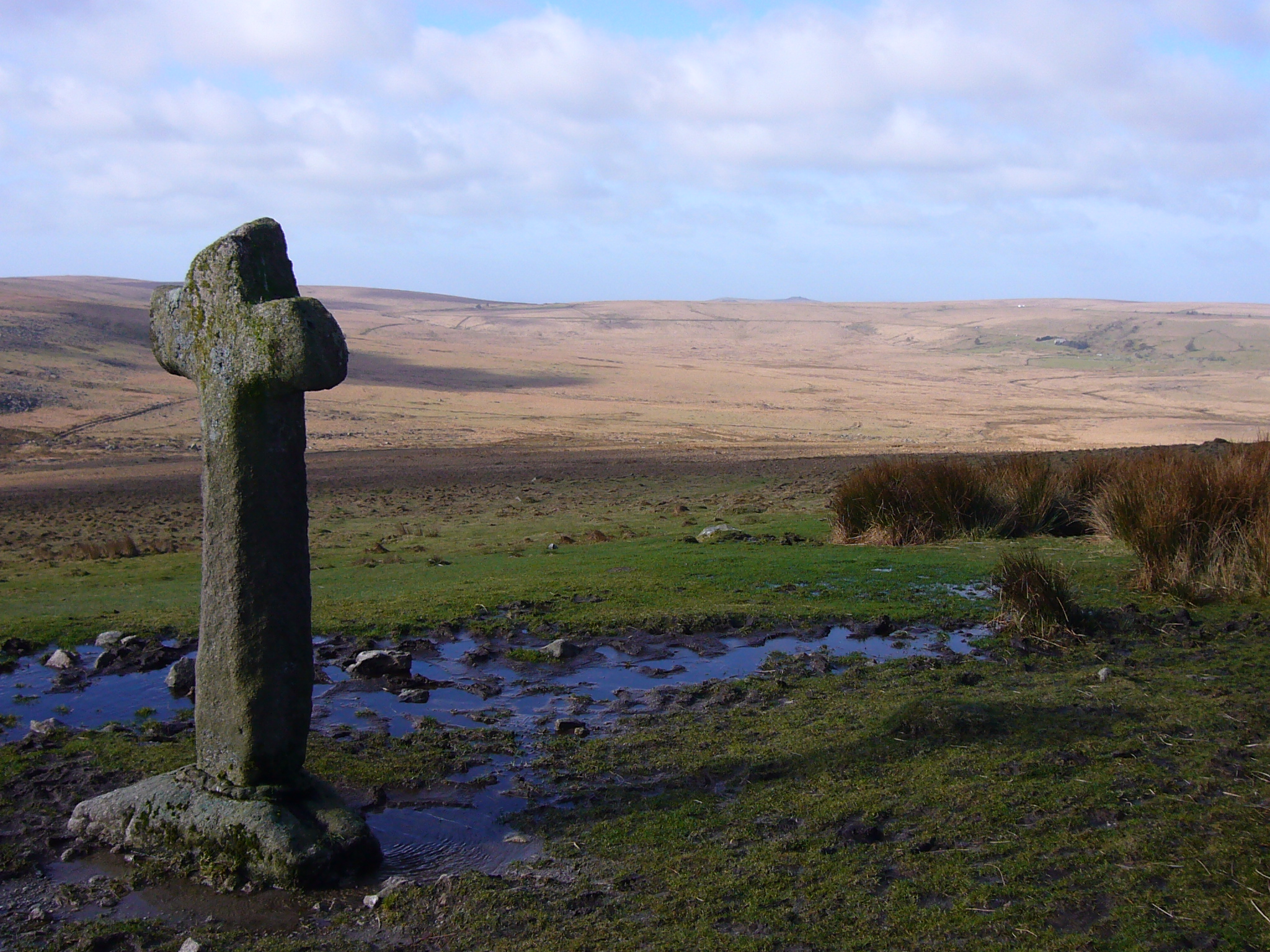
Misery Cross

## Příroda

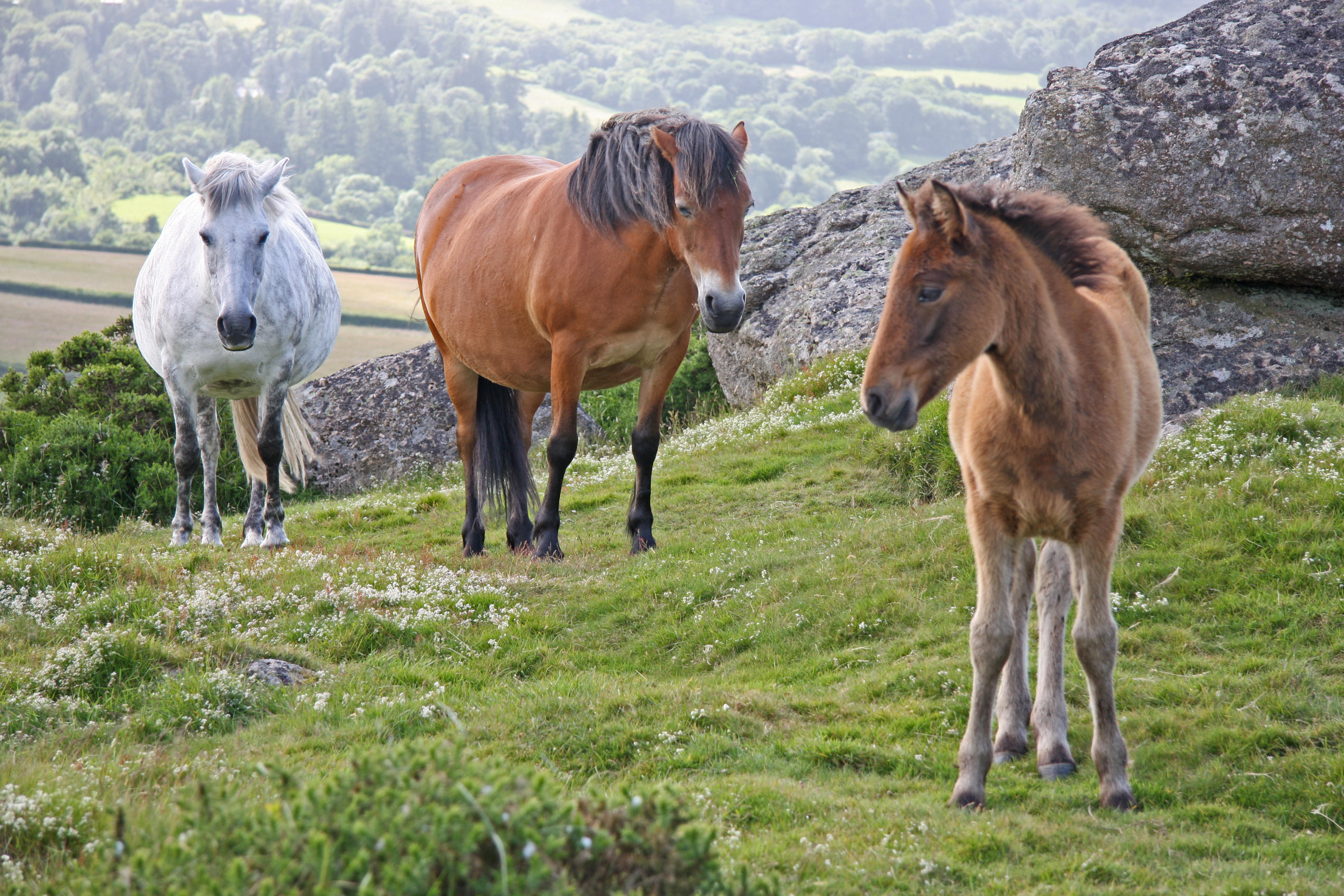
Dartmoorští ponyové.

Dartmoorský národní park koncentruje mnoho rozličných a zajímavých biotopů. V oblasti rašelinišť, která jsou hlavním předmětem ochrany, se nachází mnoho druhů trav, lišejníků (endemitický druh Graphina pauciloculata) a mechů (např. Sphagnum imbricatum) typických pro dané stanoviště. Vyskytuje se zde i kulík pacifický (Pluvialis fulva), který je zapsán v Červené knize ohrožených druhů nebo ohrožený skřivan lesní (Lullula arborea) a strnad cvrčivý (Emberiza cirlus). Na vřesovištích se pak můžeme setkat s britským endemitem bělokurem skotským (Lagopus lagopus scotica), který je poddruhem bělokura rousného.
Vyskytuje se zde také mnoho druhů hmyzu, převážně zajímaví jsou motýli a můry (martináč habrový, bourovec ostružiníkový) nebo britský endemitický druh malého sladkovodního rakovce z řádu různonožci Niphargellus glenniei. Z rostlin se zde nachází další endemit z rodu světlíků druh Euphrasia vigursii.
Významným druhem oblasti je i Dartmoorský pony. Otisky kopyt nalezené při archeologických pracích dokazují, že poníci jsou v oblasti přítomni již 3 500 tisíce let. Počátkem 20. století se o jejich šlechtění zasloužil princ Edward. Poníci byli využívání jak při osobní tak nákladní dopravě materiálu z dolů v Dartmooru.

## Historie
Celé území je bohaté na pravěké památky a archeologická naleziště. V jihozápadní části Dartmooru se nachází vápencový odkryv s jeskynním systémem, kde bylo nalezeno mnoho kosterních pozůstatků velkých prehistorických savců, jakými jsou hroch, slon, lev, hyena, divoké prase ale i jeleni.
Krajina Dartmooru byla osídlena nejspíše již 10 000 let př. n. l. tedy ze střední doby kamenné (mezolit). Z tohoto období se zachovaly hlavně kamenné nástroje. S příchodem neolitu se objevovaly první farmy. Do dnešní doby se zachovalo několik málo kamenných hrobek a valů. Ke konci neolitu v době bronzové začali vznikat významné Dartmoorské památky jako kamenné kruhy a řady či solitérní menhiry (téměř asi stovka památek). Kamenné valy často sloužily jako pohřebiště, o důvodu stavby kamenných uskupení se však dodnes spekuluje.
V oblasti se dají nalézt i pozůstatky kruhových kamenných chýší z doby bronzové. Díky tomu, že tehdejší lidé používali na stavbu především velice odolnou žulu, se mnoho obdobných památek dochovalo. Ty z méně odolnějších materiálů jako kosti apod. však v kyselém prostředí vřesovišť a bažin relativně často podlehly zkáze. Kromě starých ruin se zde nacházejí i rozvaliny opuštěných farem a stavení z nové doby roztroušené všude po oblasti.
S příchodem doby železné vznikala v Dartmooru na kopcích hradiště k ochraně majetku. Z původně zalesněné oblasti se stávala oblast zemědělská. Obyvatelé se začali stěhovat více na jih. S postupem času se Dartmoor odlesnil, čímž přišel o druhy vysoké lovné zvěře. Populace v Dartmooru pak zažila největšího rozkvětu nejspíše s érou dolování drahých kovů. Obecně však tato oblast nebyla nikdy hustě osídlena, což pomohlo krajině zachovat si svůj ráz a přírodní bohatství stejně jako nepoškozené kulturní památky z dávných dob.
Vlivem příznivých geologických podmínek se v žule v podloží nakoncentrovala řada významným minerálů. Běžný je výskyt žil měděné a olověné rudy, cínu a arsenu. Oblast byla díky tomu po dlouhou dobu využívána k těžbě těchto surovin. Vyskytuje se zde ale také wolfram, zinek a v malém množství i kobalt, vizmut nebo antimon, uran a zlato. V jihozápadní části Dartmooru je pak těžen kaolín.

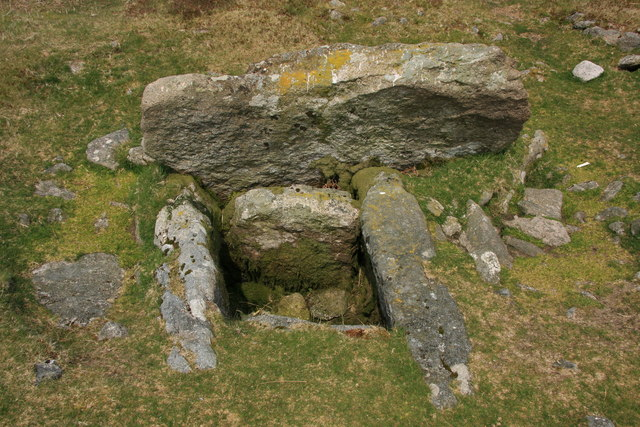
Pohřební komora
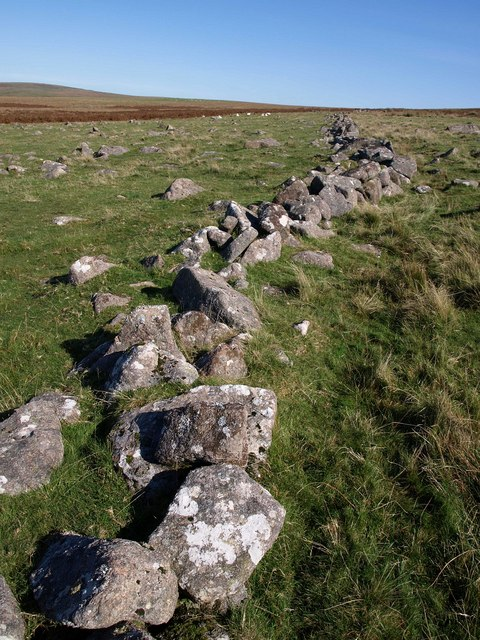
Stará zeď poblíž "Hen Tor"
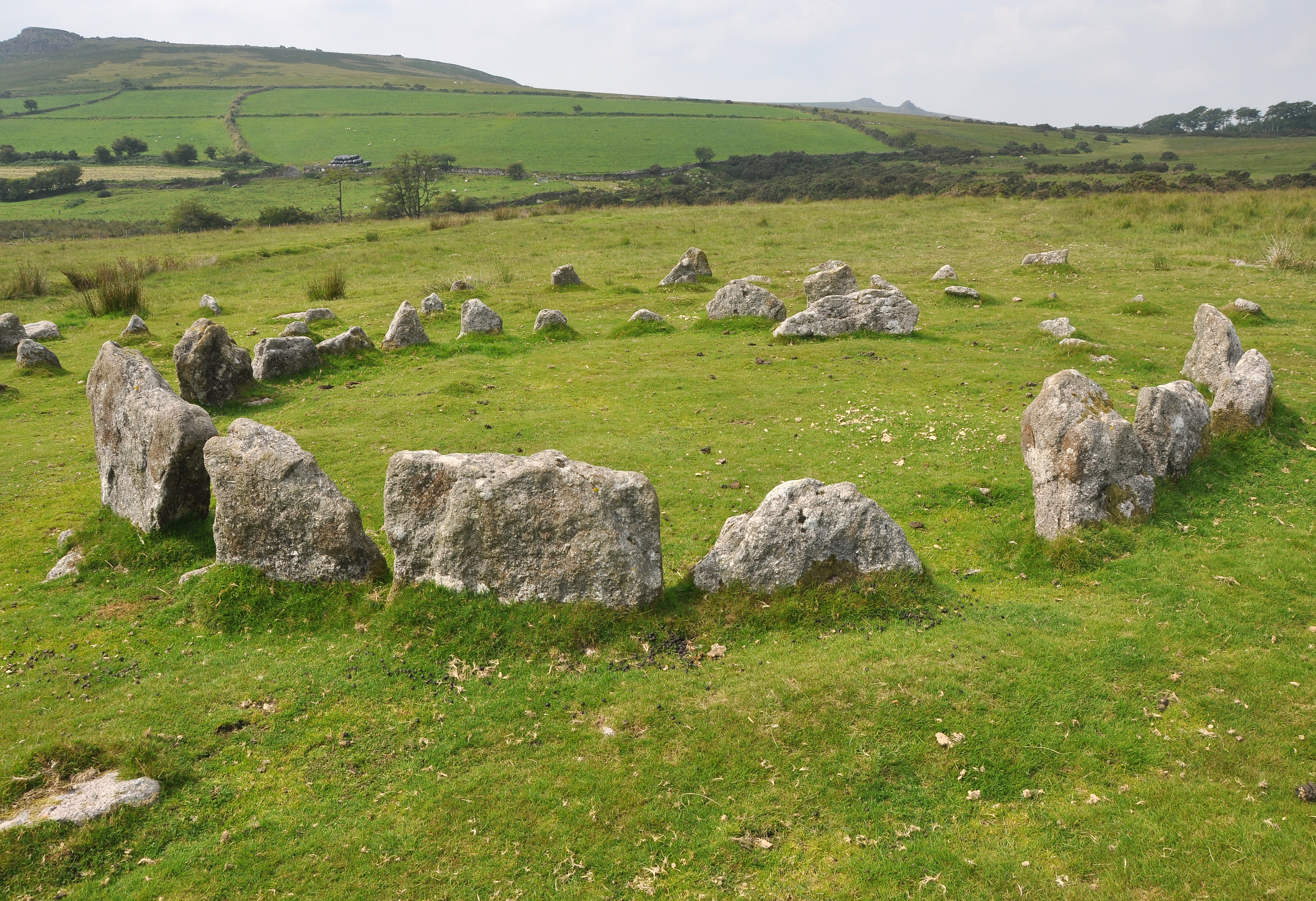
Kamenný kruh "Yellowmead stone circle"
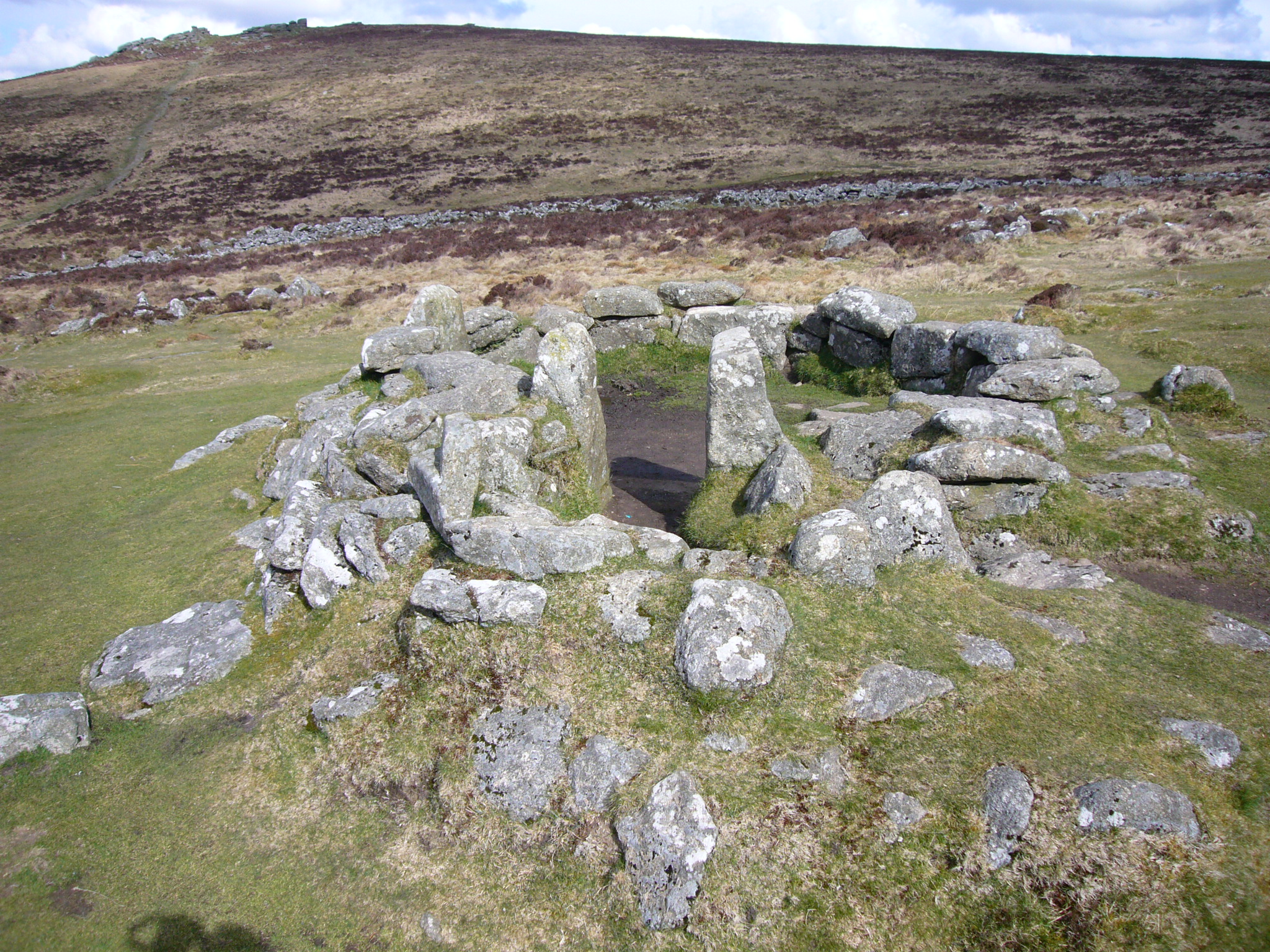
Pozůstatek kruhového stavení
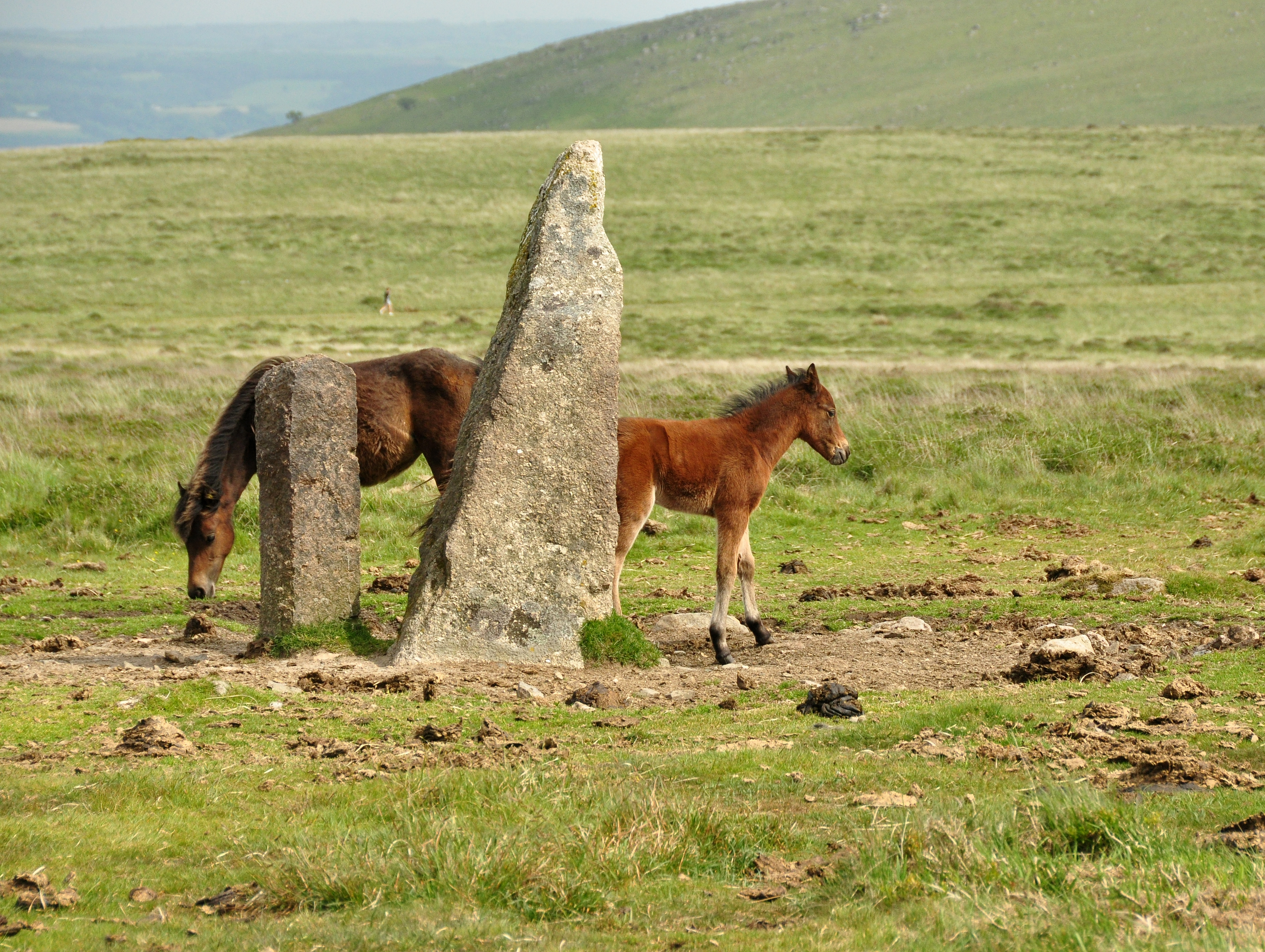
Jeden z menhirů

## Současnost

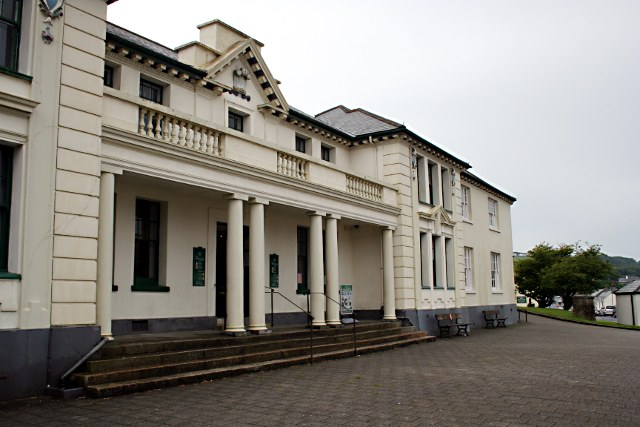
Bývalý hotel dnes turistické centrum Dartmoorského národního parku v Princetownu.

Dartmoor je od roku 1997 spravován Úřadem Dartmoorského národního parku, jehož 22 členů se také angažuje v Devonské krajské radě, v místních městských radách či ve vládě. V předchozím období byl Dartmoorský park spravován krajskou radou Devonu.
Části Dartmooru jsou už po 200 let využívány jako armádní vojenská střelnice. Veřejnost hojně užívá práva rozšířeného přístupu do zbytku Dartmooru, který je vyhlášený jako oblíbená turistická destinace. Park byl vyobrazen v televizním pořadu Sedm Přírodních Divů (Seven Natural Wonders) jako nejlépe hodnocený přírodní jev v jihozápadní Anglii.

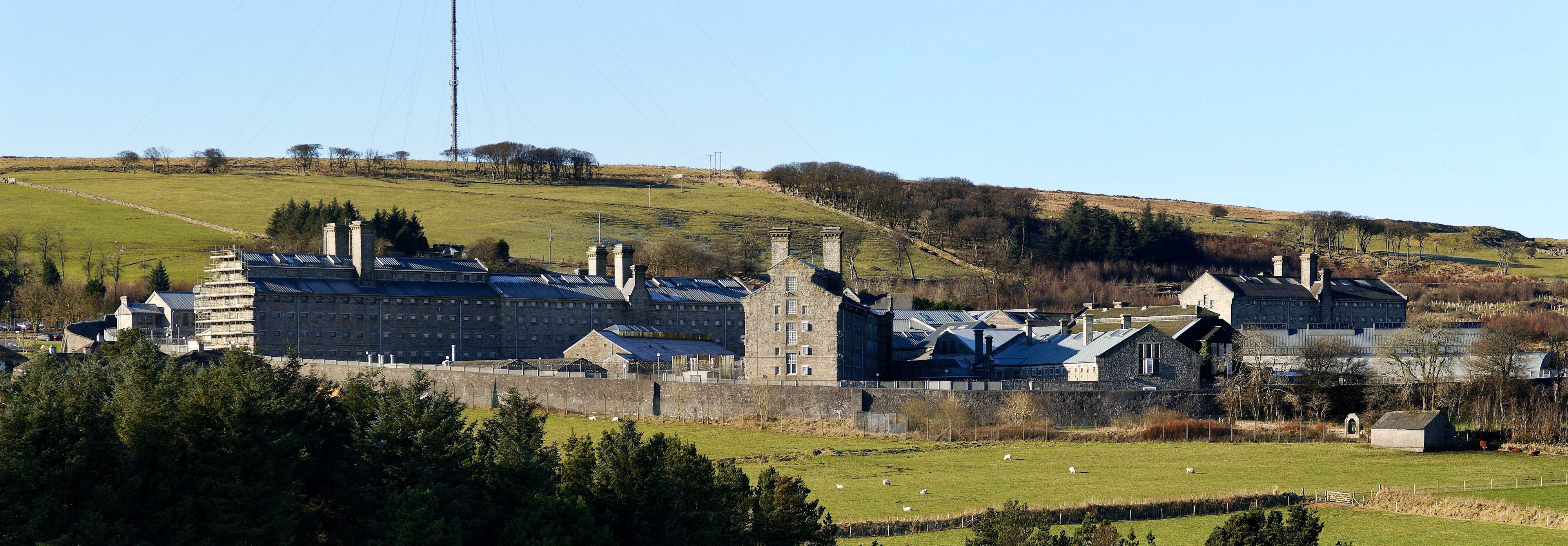
Dartmoorská věznice v Princetownu.

Centrem Dartmooru je z hlediska turismu jistě město Princetown, kde se nachází dodnes funkční mužská věznice, která v době své největší slávy platila za cosi jako britský Alcatraz – vysoká ostraha a minimální možnost útěku, pokud vůbec nějaká. Se stavbou se započalo roku 1806. Věznice sloužila převážně pro válečné zajatce, po krátkém uzavření na přelomu 18. a 19. století pak hostila mnoho nejnebezpečnějších zločinců Spojeného království. Ve věznici se dnes nachází muzeum a v centru Princetownu informační centrum Dartmoorského národního parku s oblastní výstavou.
Největší město Dartmooru je se 3 500 obyvateli Ashburton. Celková populace v parku je 33 000 obyvatel, což činí z Dartmooru stále nepříliš obydlený kraj.

## Kultura
Vzhledem k opuštěnosti a ponurému vzhledu celého parku není příliš zvláštní, že se v místním folkloru vyskytuje mnoho mýtů a legend o tomto kraji. Příběhy mají nesčetná témata od zlých skřítků, po zázračné studny, ale je mezi nimi i mnoho duchařských historek a více či méně záhadných úmrtí. Mnoho legend se vypráví také o vzniku kamenných kruhů a menhirů.
Nejznámějším dílem, kde se pojednává o Dartmoorské oblasti je nepochybně román Sira Arthura Conana Doyla Pes baskervillský s jeho nejslavnějším hrdinou Sherlockem Holmesem, kde je poměrně přesně popsána celá oblast a objevují se v něm i časté zmínky o skutečných bodech krajiny jako například Princetownská věznice, Vixen a Black Tor a mnohá další místa. Svůj román začal Doyle psát přímo v Princetownu v Duchy Hotel – budova, která dnes hostí informační centrum.